# Ornungastämman
Ornungastämman är en årligen återkommande spelmansstämma och folkmusikfestival som äger rum i Ornunga i Vårgårda kommun, Västra Götalands län. Festivalen äger vanligtvis rum under andra helgen i augusti och erbjuder en kombination av natur- och kulturupplevelser, inklusive konserter, workshops, dans och buskspel. Första stämman hölls 2013 efter ett initiativ från riksspeleman Jenny Gustafsson.

## Historia

### Bakgrund
I Nordgården i Ornunga socken levde kring sekelskiftet 1900 en spelman vid namn Johan Albert Pettersson, och år 1929 tecknades ett stort antal låtar ner efter honom. Pettersson bodde även flera år i Norge, och hade kontakt med resandefolket, vilket gör att deras musiktradition också har en naturlig plats i festivalens utbud. Låtskatten nedtecknad efter Pettersson utgör en central del av spelmansstämmans tillblivelse.

### Idén till en spelmansstämma
Stämman har arrangerats runt den andra helgen i augusti sedan år 2013, som ett initiativ av riksspelmannen Jenny Gustafsson. Året dessförinnan hade hon hållit en konsert i Stommens Loge i Ornunga tillsammans med Mikael Pettersson, även han riksspelman. Konserten hedrade den lokale spelmannen Johan Albert Pettersson och det musikaliska arvet han lämnat efter sig. I samband med konserten väcktes idén om en folkmusikfest, och sedan år 2013 har alltså spelmansstämman arrangerats, i samarbete med Svältornas Fornminnesförening och Västergötlands Spelmansförbund.

## Programinnehåll
Under spelmansstämman hålls flera verkstäder i bland annat låtspel, västsvensk folkdans och visor, samt flera konserter. Bland återkommande musiker vid konserterna kan nämnas Anders Ådin, Emma Johansson, Hans Kennemark, Mikael Pettersson, Pers Nils Toft,, ungdomar från Sjövikskursen, Västra Låtverkstan och Hallandskursen, samt givetvis Jenny Gustafsson själv, initiativtagare och drivkraften bakom stämman.
Även danskurser är en del av stämmans innehåll. En av de återkommande programpunkterna är utlärning av västsvensk fläckpolska, bland andra av folkdansaren Emma Rydberg.
Ornungastämman har ofta besök av en eller flera mer långväga gästartister, och genom åren har stämman arrangerat konserter med bland andra Duo Systrami 2017 (tvillingsystrarna Fanny och Klara Källström), Groupa år 2021, Folk All-in Band (2022), och norsk-svenska gruppen SVER (2024).